# 法爾肯山脈

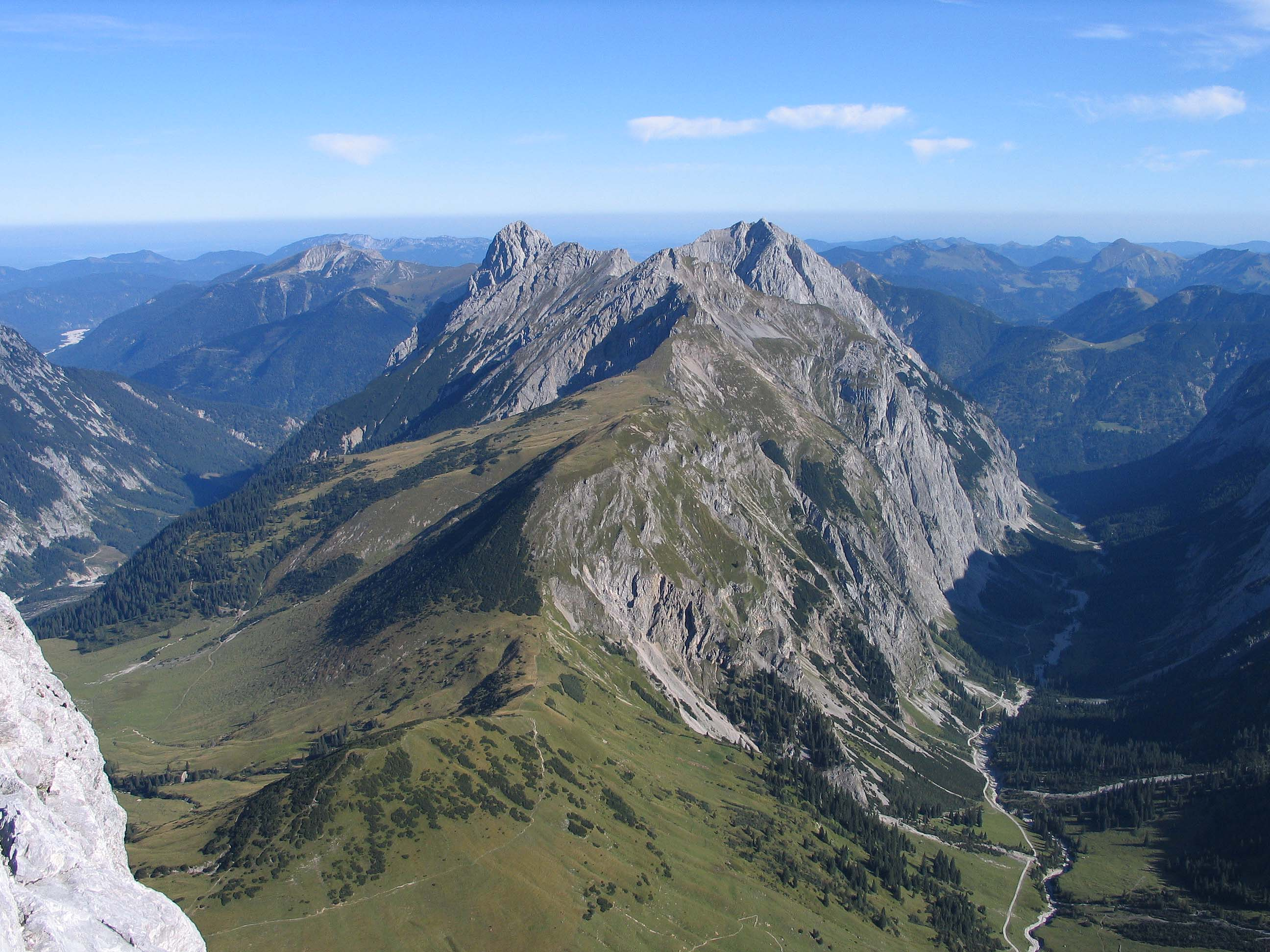

47°25′35″N 11°30′35″E / 47.42639°N 11.50972°E
法爾肯山脈（德語：Falkengruppe），是奧地利的山峰，位於該國西部，由蒂羅爾州負責管轄，屬於卡爾文德爾山脈的一部分，最高點是海拔高度2,427米的拉利德勒法爾克山。